# Sandro Continenza
Sandro Continenza (13 de julho de 1920 – 21 de novembro de 1996) foi um roteirista italiano. Ele escreveu os roteiros para 142 filmes entre 1949 e 1982. Ele nasceu e faleceu em Roma, Itália.

## Filmografia selecionada
- Totò cerca moglie (1950)
- Appointment for Murder (1951)
- Neapolitan Turk (1953)
- Funniest Show on Earth (1953)
- Un giorno in pretura (1954)
- Master Stroke (1967)
- Alibi (1969)
- The Cop (1970)
- The Things of Life (1970)
- Il domestico (1974)
- Let Sleeping Corpses Lie (1974)